# Bobst SA

Bobst es una empresa suiza que se dedica a la fabricación y suministro de maquinaria y servicios al sector del embalaje. La sede central de la organización se encuentra en Mex, cerca de Lausana, Suiza.

Bobst (y las empresas que forman Bobst Group) ofrecen máquinas para la fabricación de embalaje y sus derivados (como etiquetas, bolsas y cintas adhesivas) en cartón compacto, cartón ondulado o materiales flexibles (películas plásticas, etc.). Los equipos realizan el procesado, impresión y acabado de este tipo de embalaje.

La empresa tiene once centros de producción situados en ocho países y cuenta con más de 5000 empleados en cincuenta países. Bobst Group cotiza en la bolsa suiza SIX Swiss Exchange.

## Historia
La empresa fue fundada por Joseph Bobst en 1890 para suministrar impresoras comerciales en Lausana. La marca «Bobst» fue registrada en 1917 y, a continuación, se constituyó una sociedad anónima con la denominación J. Bobst & Fils SA en 1918.
En 1936 la empresa abrió su primera oficina de ventas fuera de Suiza, en París, Francia. En 1938, J. Bobst & Fils SA se trasladó a una nueva planta de producción industrial en Prilly, un barrio a las afueras de Lausana. La empresa inventó la troqueladora Autoplaten en 1940. En 1965, J. Bobst & Fils SA adquirió la empresa Champlain de Roseland, New Jersey, que ahora se denomina Bobst North America Inc. En el mismo año se creó Bobst Italiana, esta subsidiaria ahora se denomina Bobst Italia SpA. Nihon Bobst KK se estableció en 1970 y su denominación actual es Bobst Japan Ltd. En 1974, el grupo estableció su presencia en América Latina con la creación de Bobst Brazil, que ahora se denomina Bobst Latinoamérica do Sul Ltda. En 1977, se fundó una planta de producción adicional en Mex, cerca de Lausana.
El nombre de la empresa cambió a Bobst Group in 1978 y ese mismo año entró en el Mercado de valores de Lausana.

## Extranjero oficinas
Bobst Canada se creó en 1979 y en 1980 se abrió una fábrica en Mauá, São Paulo|Maua, Brazil. En 1985, Bobst Group realizó dos nuevas adquisiciones en el extranjero: Martin, una empresa con instalaciones en Villeurbanne y Bron, ambas cerca de Lyon, Francia y Peters Maschinenfabrik GmbH de Hamburgo, Alemania. En 1987, Bobst Group Italia adquirió una participación de Schiavi SpA, una empresa con instalaciones de producción en Piacenza y Módena, Italia, que se fundó inicialmente en 1927. Bobst Group Benelux (ahora Bobst Benelux NV) se creó en 1989 y Bobst Group Deutschland (ahora Bobst Meerbusch GmbH) se fundó en 1990.
Bobst Group Africa & Middle East (ahora Bobst Africa & Middle East Ltd) se abrió en Túnez en 1992. En 1993, Bobst SA adquirió Asitrade AG de Grenchen, Suiza y además fundó Bobst Group Central Europe (ahora Bobst Central Europe s.r.o.) en la República Checa. Bobst Group Taiwan y Bobst Group Malaysia (ahora Bobst Malaysia Sdn. Bhd) se crearon en 1994, seguidas de la creación de Bobst India Pvt. Ltd y Bobst Indonesia (ahora PT. Bobst Jakarta) en 1995 y Bobst Group Thailand (ahora Bobst Thailand Ltd) en 1996.
En 1997 se abrieron dos nuevas fábricas, una en Itatiba, Brasil y la otra en Shanghái, China. En el mismo año se fundó en México Bobst Group Latinoamérica (ahora Bobst Latinoamérica Norte SA de CV). En 1998, se adquirió The Corrugating Roll Corporation of Rutledge, TN y se creó Bobst Group Vostok (ahora Bobst CIS LLC) en Moscú, Rusia. Bobst Group Polska (ahora Bobst Polska Sp. zoo) se fundó en Polonia en 1999.
En 2000 se firmó un acuerdo de colaboración con BHS Group de Weiherhammer, Alemania
Se adquirió Fairfield Enterprises Ltd de Redditch, Reino Unido y su empresa Bobst renombró a Bobst Group (UK & Ireland) Ltd (ahora Bobst (UK & Ireland) Ltd); y se creó en Dinamarca Bobst Group Scandinavia (ahora Bobst Scandinavia ApS).
En 2001, se produjo una reestructuración del grupo con la que las participaciones pasaron a ser administradas por Bobst Group SA. En el mismo año, se ampliaron las plantas de Shanghái, China e Itatiba, Brasil. En 2002,se construyó una fábrica en Pune (India) y se abrió una oficina de representación en Kiev, Ucrania. En 2003, se amplió la sede de Bron, Lyon y se creó Bobst Group Ventas y Servicios España (ahora Bobst Ibérica, S.L.) en Barcelona, España. En 2004, se realizaron una serie de adquisiciones que incluyeron las marcas Atlas, General, Midi, Rotomec y Titan así como participaciones mayoritarias en Steuer GmbH Printing Technology de Leinfelden, Alemania. En 2006 se fusionaron las empresas Rotomec SpA, Schiavi SpA y Bobst Italia SpA y tomaron el nombre Bobst Group Italia SpA (ahora Bobst Italia SpA). Fischer & Krecke GmbH con sede en Bielefeld, Alemania se adquirió en 2008.
En 2009, se cerraron las empresas de Bobst Group FAG, ubicadas en Avenches, Suiza y Rapidex en Angers, Francia. Bobst Group SA nombró un nuevo Director general, Jean-Pascal Bobst, el 7 de mayo de 2009 y el grupo inició un programa de transformación. La estructura de divisiones y el concepto de producción simplificada se introdujeron en 2010. En el mismo año, se inició un proyecto para consolidar todas las operaciones de la planta de Bobst Group en Mex, Suiza y vender los terrenos y edificios de la empresa en Prilly. La empresa Atlas Converting Equipment Ltd de Bedford, Reino Unido de Bobst Group se vendió a su equipo directivo. En 2011, Bobst Group adquirió el 65% de las participaciones de Gordon Ltd of Hong Kong. En 2012, General cambió su denominación a Bobst Manchester Ltd y en ese mismo año.
En 2012, la gama de marcas que había crecido dentro del Grupo se unificó bajo una única marca: BOBST.
La apertura oficial de la sede consolidada en Mex, Suiza, tuvo lugar en 2013. En 2014, Bobst inició una colaboración con Kodak para desarrollar nuevos productos.
En 2014, las ventas consolidadas de Bobst Group fueron de 1300 millones de CHF.
En 2015 Bobst adquirió Nuova Gidue Srl,. La compañía se cambia el nombre de Bobst Firenze Srl.

## Estructura corporativa
La organización de Bobst se basa en tres divisiones comerciales.: sheet-fed unidad, tales como cajas de cartón y cartón ondulado; web-fed unidad, lo que hace el equipo de impresión para el envasado; y Servicios.